# Typhlichthys
Typhlichthys is een monotypisch geslacht van straalvinnige vissen uit de familie van de blinde baarszalmen (Amblyopsidae).

## Soorten
- Typhlichthys subterraneus Girard, 1859